# Воловик, Юрий Иванович
Юрий Иванович Воловик (бел. Юрый Іванавіч Валавік; род. 19 июня 1993, Логойск, Минская область) — белорусский футболист, полузащитник клуба «Островец».

## Клубная карьера
Воспитанник СДЮШОР города Логойска, в молодом возрасте попал в систему минского «Динамо». В 2010-2011 годах выступал за дубль клуба. 19 сентября 2010 года дебютировал в Высшей лиге, выйдя на замену в матче против солигорского «Шахтера» (0:3).
С 2012 года долгое время выступал за клуб «Берёза-2010», где был одним из основных игроков. Летом 2014 года вернулся в «Динамо», выступал за дубль. В феврале 2015 года на правах аренды стал игроком «Городеи», в составе которой закрепился в основе и пособий по итогам сезона 2015 выйти в Высшую лигу.
В январе 2016 года по окончании контракта покинул «Динамо» и в качестве свободного агента подписал контракт с «Городеей». В сезоне 2016 обычно появлялся на поле, выходя на замену. В январе 2017 года на год продлил контракт с клубом. В первой половине сезона 2017 играл в стартовом составе городейцев, но позже снова потерял место в основе. Такая ситуация повторилась в сезоне 2018.
В ноябре 2018 года продлил контракт с «Городеей» на сезон 2019.
В феврале 2021 года начал тренироваться с «Белшиной», а в марте подписал контракт с командой.
В марте 2023 года футболист присоединился к «Макслайну». В июле 2023 года футболист стал игроком «Молодечно-2018».

### Статистика
| Сезон    | Дивизион | Клуб           | Страна                    | Матчи | Голы |
| -------- | -------- | -------------- | ------------------------- | ----- | ---- |
| 2010     | Д1       | Динамо (Минск) | Флаг Беларуси (1995—2012) | 2     | 0    |
| 2011     | дубль    | Динамо (Минск) | Флаг Беларуси (1995—2012) | 23    | 1    |
| 2012     | Д2       | Берёза-2010    | Флаг Беларуси             | 23    | 1    |
| 2013     | Д2       | Берёза-2010    | Флаг Беларуси             | 26    | 1    |
| 2014 (1) | Д2       | Берёза-2010    | Флаг Беларуси             | 15    | 1    |
| 2014 (2) | дубль    | Динамо (Минск) | Флаг Беларуси             | 10    | 0    |
| 2015     | Д2       | Городея        | Флаг Беларуси             | 24    | 1    |
| 2016     | Д1       | Городея        | Флаг Беларуси             | 15    | 0    |
| 2017     | Д1       | Городея        | Флаг Беларуси             | 18    | 0    |
| 2018     | Д1       | Городея        | Флаг Беларуси             | 20    | 0    |
| 2019     | Д1       | Городея        | Флаг Беларуси             | 24    | 0    |
| 2020     | Д1       | Городея        | Флаг Беларуси             | 21    | 0    |

## Международная карьера
Выступал за юношеские сборные Беларуси в квалификационных турнирах чемпионата Европы. В 2012-2013 годах играл за молодёжную сборную Беларуси.